# 8687 Коссоль
8687 Коссоль (8687 Caussols) — астероїд головного поясу, відкритий 8 серпня 1992 року.
Тіссеранів параметр щодо Юпітера — 3,575.